# Oleguer (Heiliger)

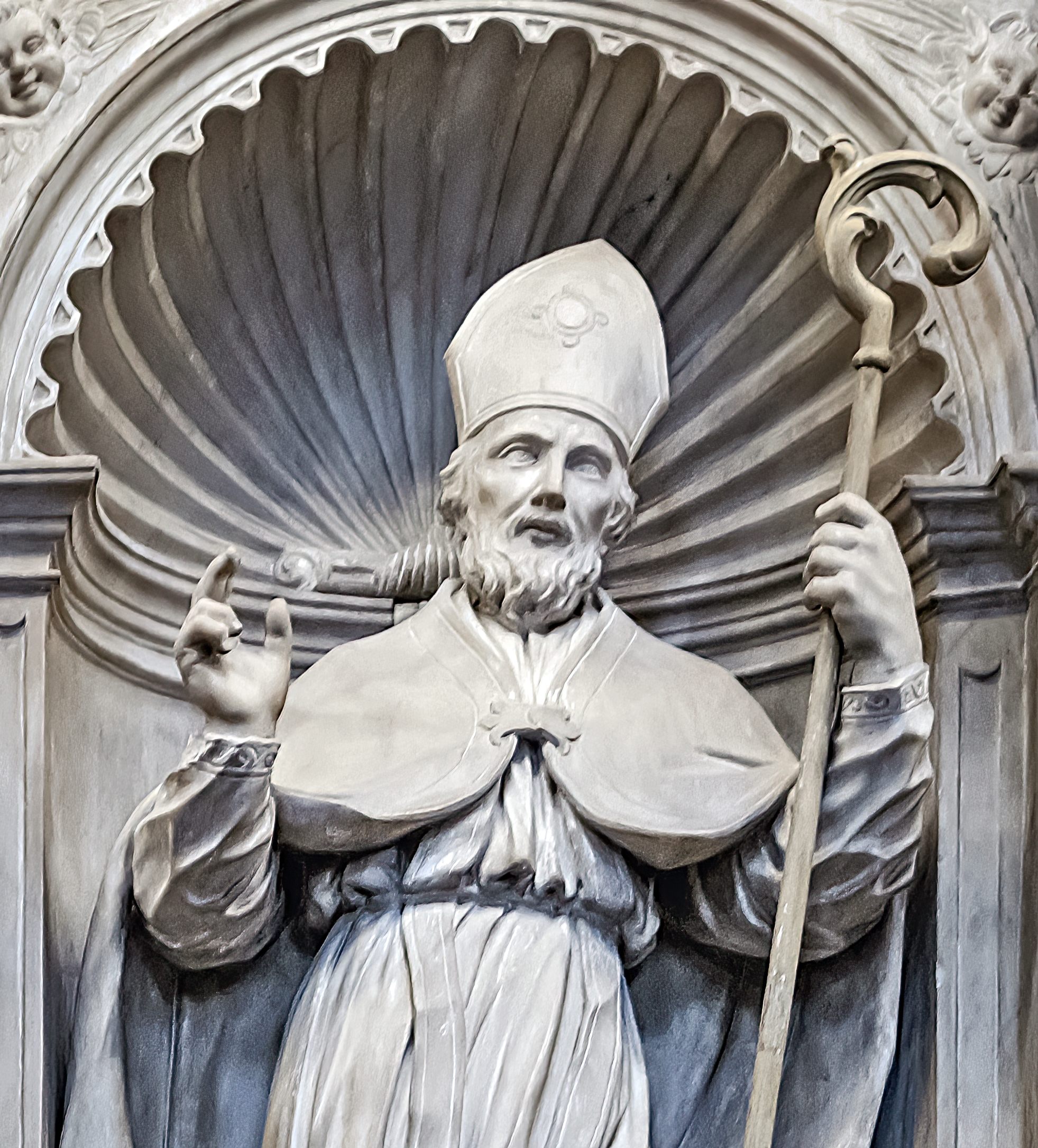
Hl. Oleguer (12. Jh.)

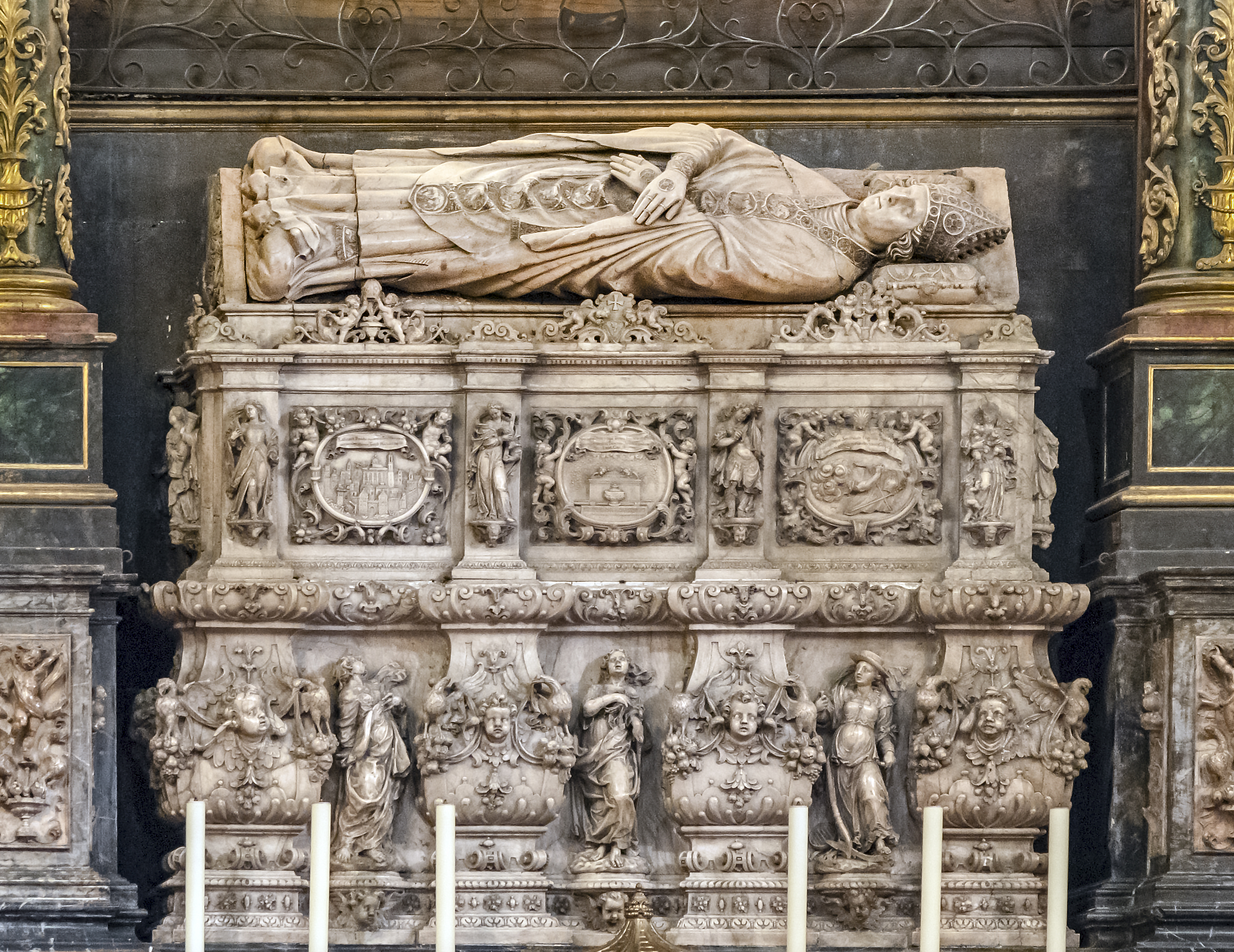
Grabmal des heiligen Oleguer in der Kathedrale von Barcelona

Oleguer Bonestruga (* um 1060 in Barcelona; † 6. März 1137) war Bischof von Barcelona und Erzbischof von Tarragona. Seine sterblichen Überreste sind in der Kapelle des Christus von Lepanto in der Kathedrale von Barcelona beigesetzt.
Gedenktag des heiligen Oleguer ist sein Todestag am 6. März.

## Leben und Wirken
Oleguer Bonestruga wurde als Sohn einer Adelsfamilie in Barcelona geboren. Sein Vater war ein hoher Beamter von Ramon Berengar I., des Grafen von Barcelona. Seine Mutter Guilla (auch Guilia) entstammte dem visigothischen Adel.
Bevor er Bischof von Barcelona wurde, war er Vorsitzender der Kanoniker von Barcelona, von Sant Adrià de Besòs und vom Kloster Sant Ruf bei Avinyó. Er gründete das Kollegiatstift Santa Maria in Terrassa. Während der Amtszeit von Papst Paschalis II. wurde er 1116 in Mauguio, dem Hauptort der damaligen Grafschaft Melgueil in Südfrankreich, zum Bischof von Barcelona ernannt. 1118 reiste er nach Rom zum neuen Papst Gelasius II.
Nach Eroberung von Tarragona von den Mauren wurde er 1118 zum Erzbischof von Tarragona ernannt, ohne sein Bischofsamt in Barcelona zu verlieren. Von da an wirkte er als Metropolit mit allen Rechten und erhielt zusätzlich als Diözesanadministrator das noch nicht zurückeroberte Bistum Tortosa.
Als Berater und Mitarbeiter der Grafen Ramon Berengar III. und Ramon Berengar IV. hatte er einen beträchtlichen politischen Einfluss. Er wirkte maßgeblich an der Erneuerung der römischen Kirche und errang eine größere Unabhängigkeit von den weltlichen Herrschern. In den neuen Gebieten des Camp de Tarragona führte dies aber zu heftigen Konflikten mit dem dortigen Grafen Robert d'Aguiló.
Er nahm unter anderen am Konzil zu Reims (1119) und am Ersten Laterankonzil (1123) teil. Als Gesandter des Papstes Innozenz II. traf er 1130 beim Konzil von Clermont auf Bernhard von Clairvaux. Seine Sprachfertigkeit führte schließlich zur Exkommunikation des Gegenpapstes Anaklet II.
Eine besondere Rolle spielte er im Dezember 1134, als er in Saragossa einen Frieden zwischen Ramiro II. von Aragón und Alfons VII. von Kastilien vermittelte.

## Heiligsprechung 1675
Oleguer wurde 1675 heiliggesprochen. Dies macht deutlich, wie stark sein Wirken und sein Ruhm im Volk und in der Kirche noch Jahrhunderte nach seinem Tode gegenwärtig war.